# Kathi Wilcox
Kathi Lynn Wilcox (nascida em 19 de novembro de 1969) é uma musicista americana. Atualmente, ela toca na banda The Julie Ruin, e já participou de outras bandas como Bikini Kill, The Casual Dots e The Frumpies.

## Carreira
Wilcox estudou cinema em Evergreen State College. Na época, trabalhou em uma loja de sanduíches com Tobi Vail. Ao lado de Vail e de outra amiga, Kathleen Hanna, criou uma zine feminista chamada Bikini Kill.  As três então conheceram o guitarrista Billy Karren e começaram uma banda punk feminista também chamada Bikini Kill. Wilcox, além de ocasionalmente tocar bateria e cantar, foi baixista da banda, que permaneceu junta até 1998 e é considerada uma das bandas definitivas do movimento riot grrrl.
Wilcox mais tarde fez parte de outras bandas como The Feebles, The Frumpies, Star Sign Scorpio e The Casual Dots. Desde 2010, é baixista da banda The Julie Ruin.

## Vida pessoal
Wilcox é casada com Guy Picciotto, guitarrista do Fugazi, com quem tem uma filha.